# Incêndio de vegetação

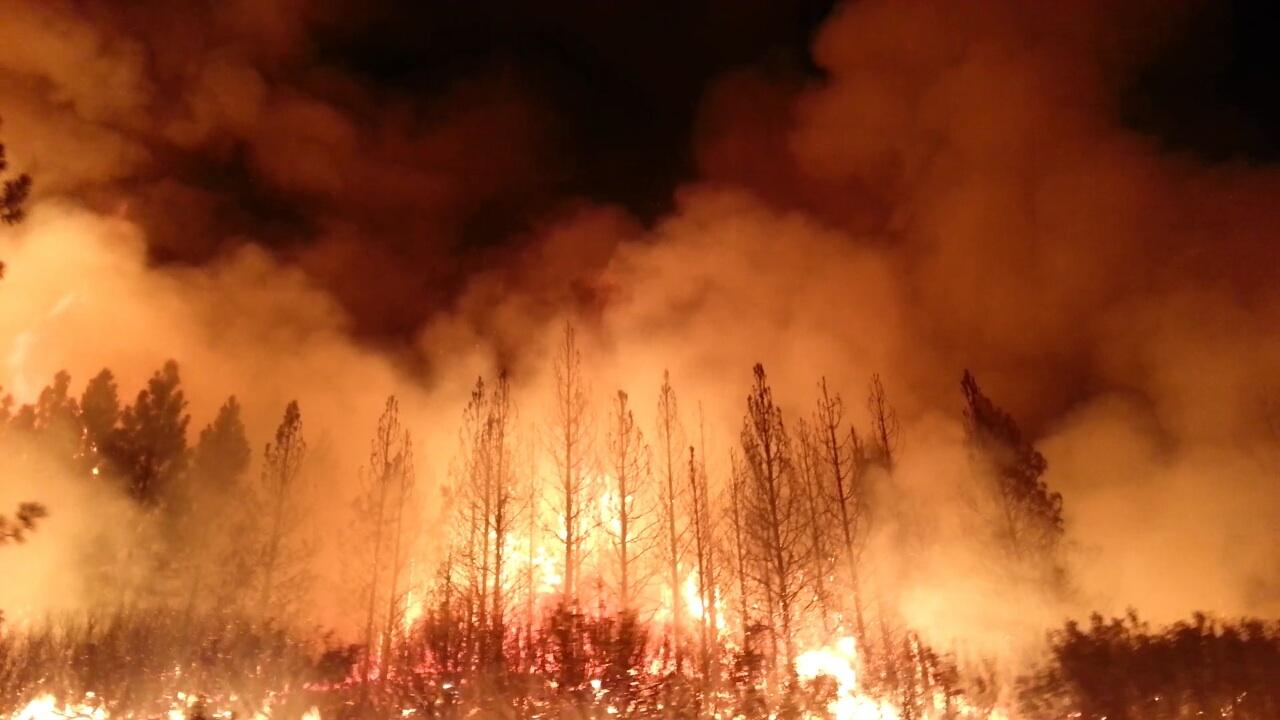
Incêndio numa floresta da Califórnia

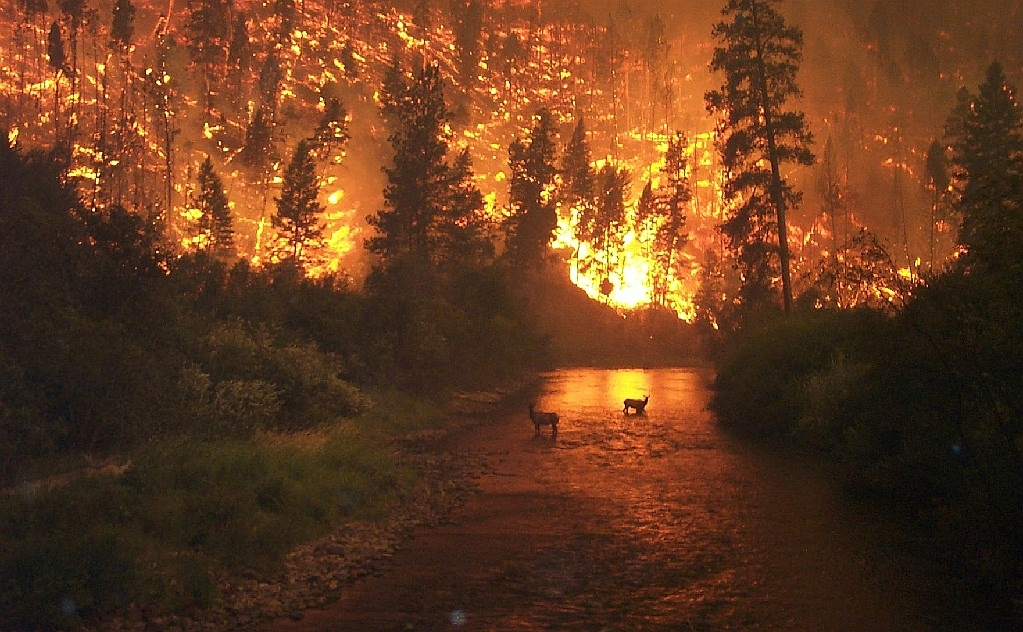
Incêndio no Parque Nacional de Bitterroot (E.U.A)

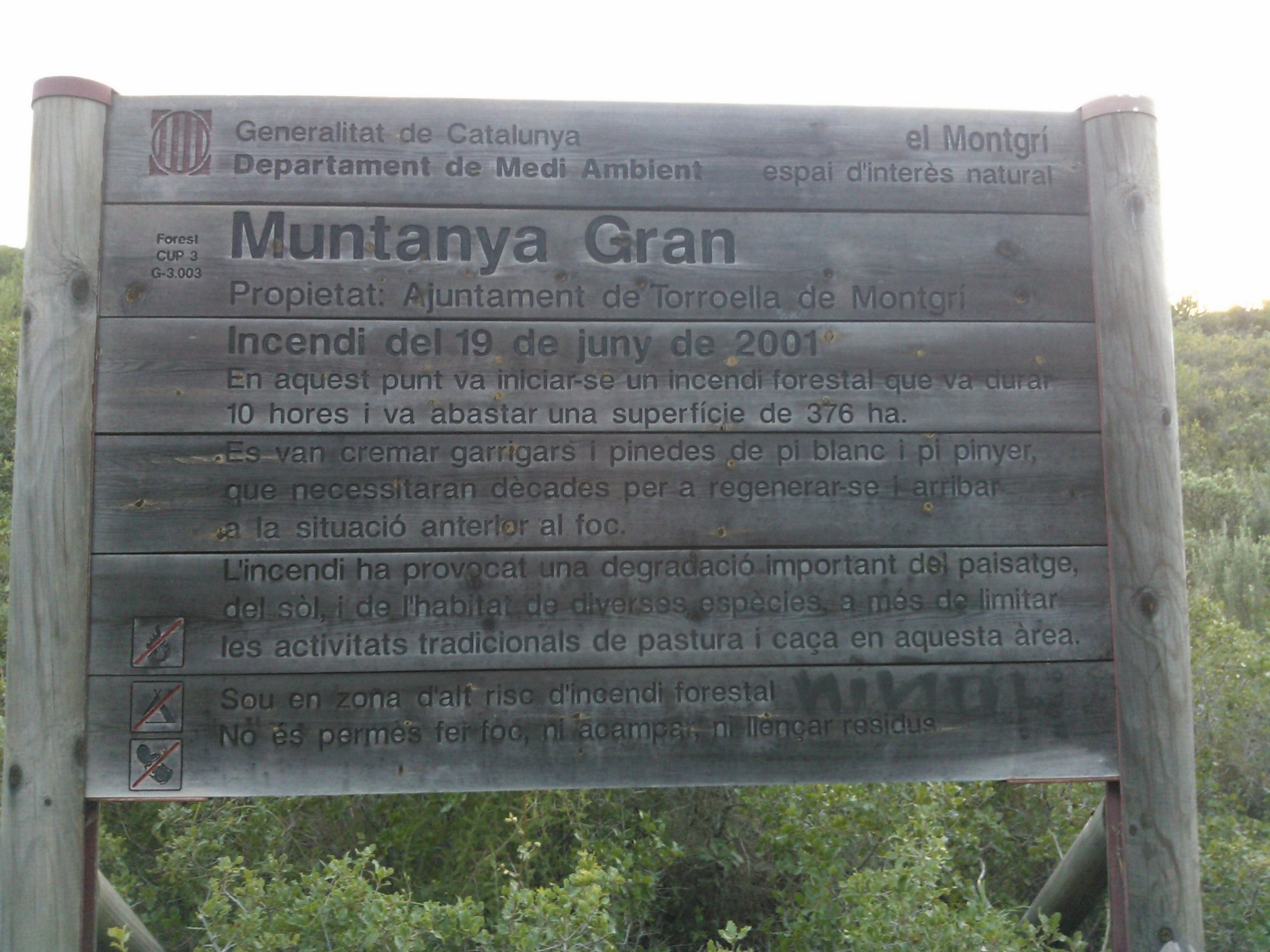
Quadro informativo em catalão acerca do incêndio no Parque Natural do Montgrí, les Illes Medes i el Baix Ter em 2001. Dito incêndio arrasou 376 ha de massa florestal

Incêndio florestal de Pedrógão Grande em 2017 (Portugal)

Um incêndio florestal (Abv. IF ) é um fogo ou queimada que se propaga sem controlo numa área florestal, que geram impactos sociais e ambientais onde ocorrem. Um incêndio florestal distingue-se de outros tipos de incêndio pela sua ampla extensão, a velocidade com a qual se pode estender desde o seu lugar de origem, o seu potencial para mudar de direção inesperadamente, e a sua capacidade para superar obstáculos como estradas, rios e acaba prejudicando ou destruindo a fauna e aflora acometendo principalmente os animais.
O incêndio rural é o incêndio florestal ou agrícola que decorre nos espaços rurais. Um incêndio rural distingue-se de outros tipos de incêndios pela sua ampla extensão, a velocidade com a qual se pode estender desde o seu lugar de origem, o seu potencial para mudar de direção inesperadamente, e a sua capacidade para superar obstáculos como estradas, rios e aceiros. O incêndio rural pode ser:
- Incêndio agrícola: o incêndio rural em que a área ardida agrícola é superior à área ardida florestal e a área ardida florestal é inferior a 1 hectare;[2]
- Incêndio florestal: o incêndio rural em que a área ardida florestal é superior à área agrícola e a área ardida total é inferior a 1 hectare ou sempre que a área ardida florestal seja superior a 1 hectare;[2]

Dependendo do tipo de vegetação em que ocorre, um incêndio rural também pode ser classificado mais especificamente como uma das seguintes ocorrências:
- fogo de taiga
- fogo de estepe
- fogo do deserto
- fogo de pampa
- fogo de savana
- fogo da tundra
- fogo de montanha
- fogo de caatinga
- fogo de pastagem[3]

Os incêndios rurais são considerados catástrofes naturais, mais pelo facto de se desenvolverem na natureza e por a sua possibilidade de ocorrência e caraterísticas de propagação dependerem fortemente de fatores naturais, do que por serem causados por fenómenos naturais.

## Causas

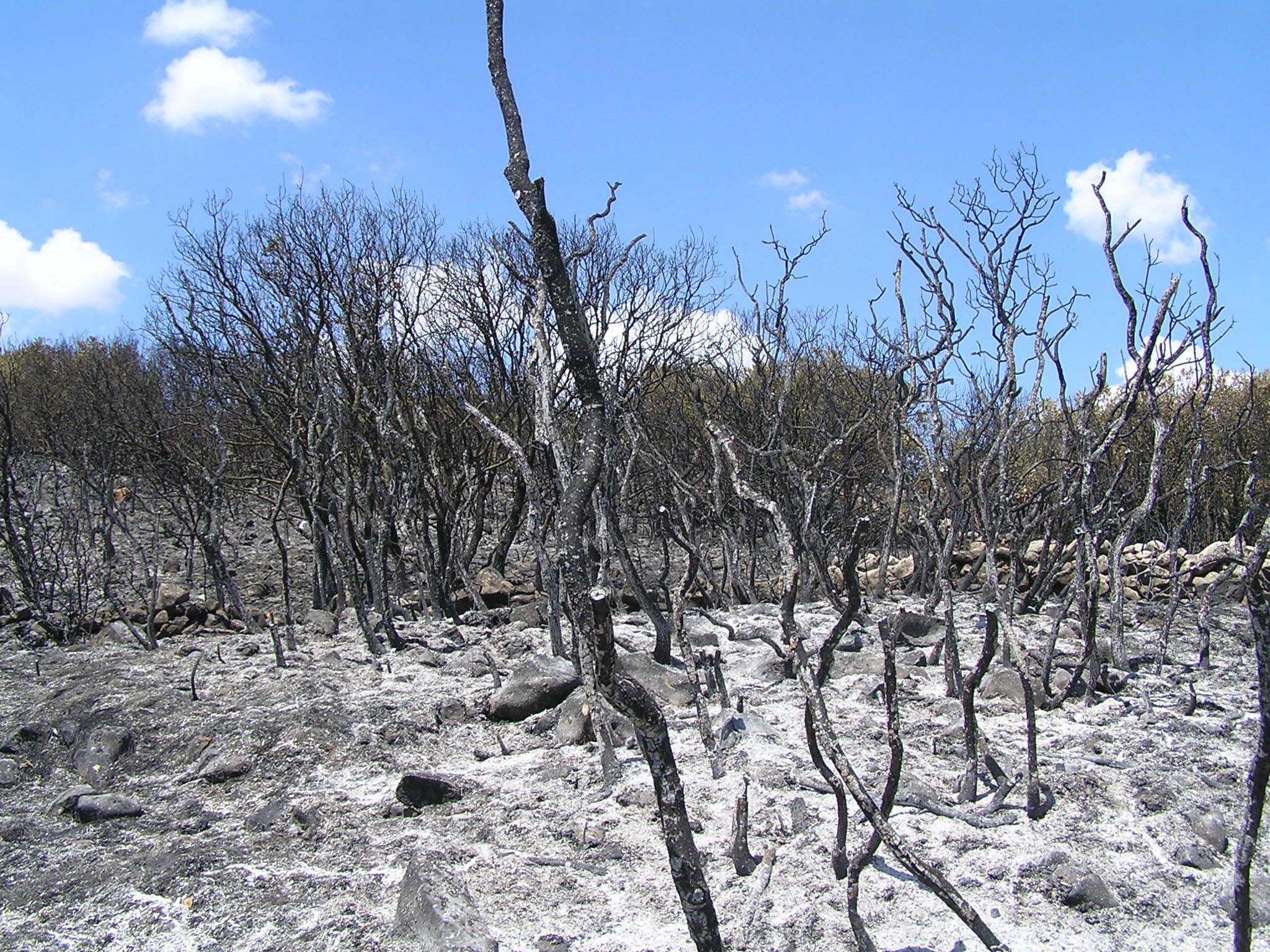
Paisagem após um incêndio, em Alcalá la Real, Jaén, Espanha

Se bem que as causas imediatas que dão lugar aos incêndios florestais podem ser muito variadas, em todos elas se dão os mesmos pressupostos, isto é, a existência de grandes massas de vegetação em concorrência com períodos mais ou menos prolongados de seca.[carece de fontes?]
O calor solar provoca desidratação nas plantas, que recuperam a água perdida do substrato. Não obstante, quando a humidade do terreno desce a um nível inferior a 30% as plantas são incapazes de obter água do solo, de modo que se vão secando pouco a pouco. Este processo provoca a emissão para a atmosfera de etileno, um composto químico presente na vegetação e altamente combustível. Tem lugar então um duplo fenómeno: tanto as plantas como o ar que as rodeia se tornam facilmente inflamáveis, de modo que o risco de incêndio se multiplica. E se a estas condições se soma a existência de períodos de altas temperaturas e ventos fortes ou moderados, a possibilidade de que uma simples faísca provoque um incêndio se torna significativa.[carece de fontes?]
Por outro lado, apesar de que as condições físicas sejam mais ou menos favoráveis a um incêndio, há que destacar que na grande maioria dos casos não são causas naturais as que provocam o fogo, mas sim a ação humana, quer seja de maneira intencionada ou não.[carece de fontes?]
As causas que originam um incêndio florestal classificam-se em cinco grandes grupos:
- Intencionados: segundo dados do Governo de Portugal, representam cerca de 60% dos casos (entendendo-se intencionalidade tanto quando há ação dolosa como culposa do causante). As motivações são variadas, sendo com diferença as mais comuns a queima não autorizada, ilegal e incontrolada de superfícies agrícolas, quer seja para a eliminação de restolhos ou matagais ("queima agrícola") ou para a regeneração de pastos para o gado.[6] Após estas destacam-se também a piromania, usos cinegéticos, vandalismo ou vinganças pessoais. Por último, em algumas ocasiões a motivação tem que ver com caçar animais (lobos, javalis), a especulação urbanística, a aversão contra repovoamentos florestais, baixar o preço da madeira, e outras várias. Cabe assinalar que o delito de incêndio está tipificado em muitas legislações;
- Negligências e causas acidentais: representam 20%-25% dos casos. Neste âmbito, as queimas agrícolas (neste caso autorizadas, mas nas quais os autores perderam o controlo do fogo estendendo-se este pela superfície florestal contígua) estão também entre as causas habituais. Outras causas são as beatas e fogueiras mal apagadas, queima de resíduos, trabalhos florestais, etc.
- Raio: esta causa natural representa cerca de 4-5% dos casos;
- Desconhecidas: em cerca de 15% dos incêndios florestais não é possível determinar a causa;
- Reproduções de incêndios anteriores: em raras ocasiões (cerca de 2%) um incêndio é uma reprodução de um incêndio anterior que não chegou a extinguir-se de todo e se estende a uma nova zona.

As percentagens indicadas são valores médios: a frequência da intencionalidade, por exemplo, pode variar muito de uma região para outra.[carece de fontes?]

## Fases do incêndio

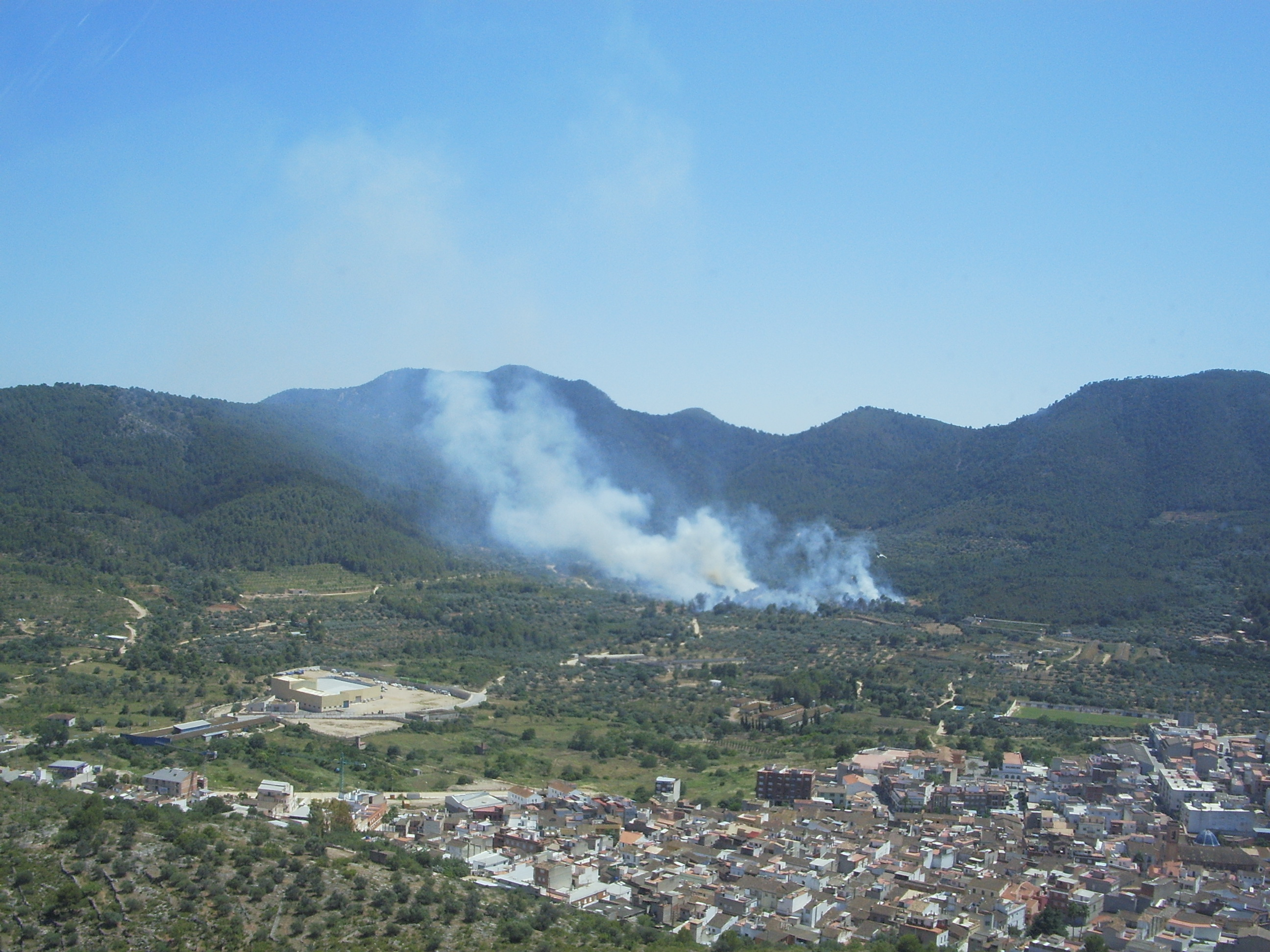
Fase de propagação de um incêndio florestal

Um incêndio possuiu três fases distintivas: iniciação, propagação e extinção:[carece de fontes?]
- Iniciação: é o começo do incêndio produzido por causas naturais ou maioritariamente pela ação humana;
- Propagação: é a extensão do incêndio pela vegetação próxima;
- Extinção: é a finalização do incêndio por causas naturais (chuva ou falta de vegetação) ou por ação humana (trabalhos de extinção), ou seja, pelos bombeiros.

A propagação do fogo dependerá das condições atmosféricas, da topografia do lugar no qual ocorre e da vegetação presente no mesmo. Normalmente ocorrem em climas secos ou subsecos, como o mediterrâneo, onde a vegetação sofre estresse (stress) hídrico e, para além disso, algumas espécies vegetais como os pinheiros contêm resinas que ajudam a que o incêndio se propague melhor e seja mais virulento. Do mesmo modo, geralmente também possuem mecanismos de adaptação ao fogo como por exemplo as pinhas serotinas.[carece de fontes?]

## Tipos de incêndio

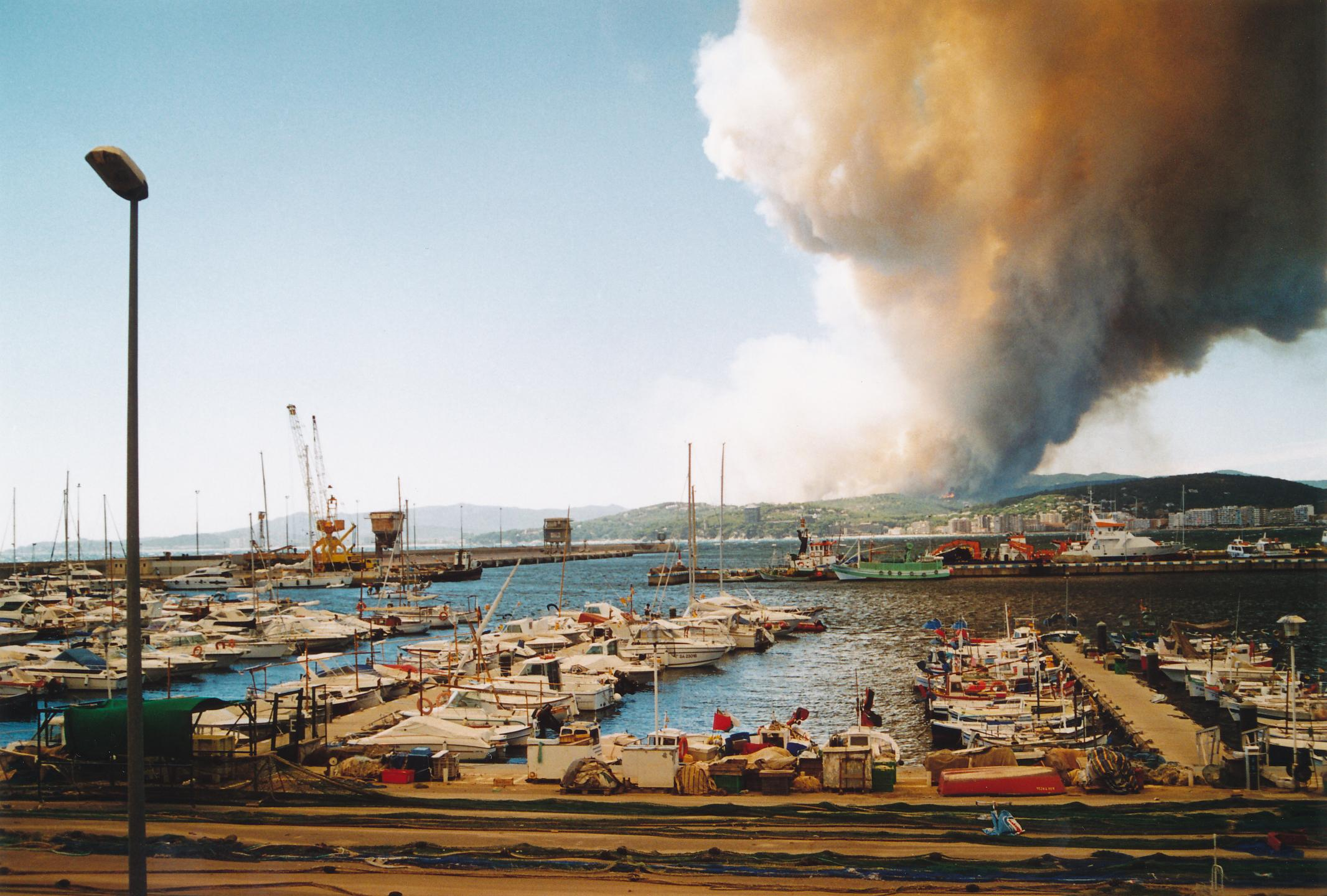
Incêndio florestal próximo de Castelo de Aro

O estudo dos incêndios florestais distingue entre distintos tipos de fogos, o qual se torna útil na hora de considerar as medidas mais apropriadas de prevenção e de extinção dado que podem ser diferentes para um ou outro caso.[carece de fontes?]

### Segundo o meio de propagação
- Fogo de solo ou subsolo: O fogo propaga-se pela matéria orgânica em decomposição e pelas raízes. Quase sempre se queimam lentamente e em combustão incandescente (pouca chama ou ausência dela) por não dispor de oxigénio suficiente.
- Fogo de superfície: O incêndio propaga-se pelo combustível que encontramos sobre o solo, incluindo o lixo, ervas, arbustos e madeira caída mas não imersa no lixo em decomposição.
- Fogo de copas:
  - Archote ou coroação: Passagem de fogo de superfície a fogo de copas, mas só de forma esporádica em alguns pés.
  - Copas passivo: É o fogo que avança pelas copas das árvores acoplado e dependente de um fogo de superfície, se este se extingue detém-se o de copas.
  - Copas ativo: É o fogo que avança pelas coroas das árvores independentemente da superfície. Só se pode atacar de forma indireta e geralmente necessita de um vento superior a 30 km/h e proximidade das copas (alta densidade aparente das copas e copas altas).[carece de fontes?]

### Segundo o tamanho

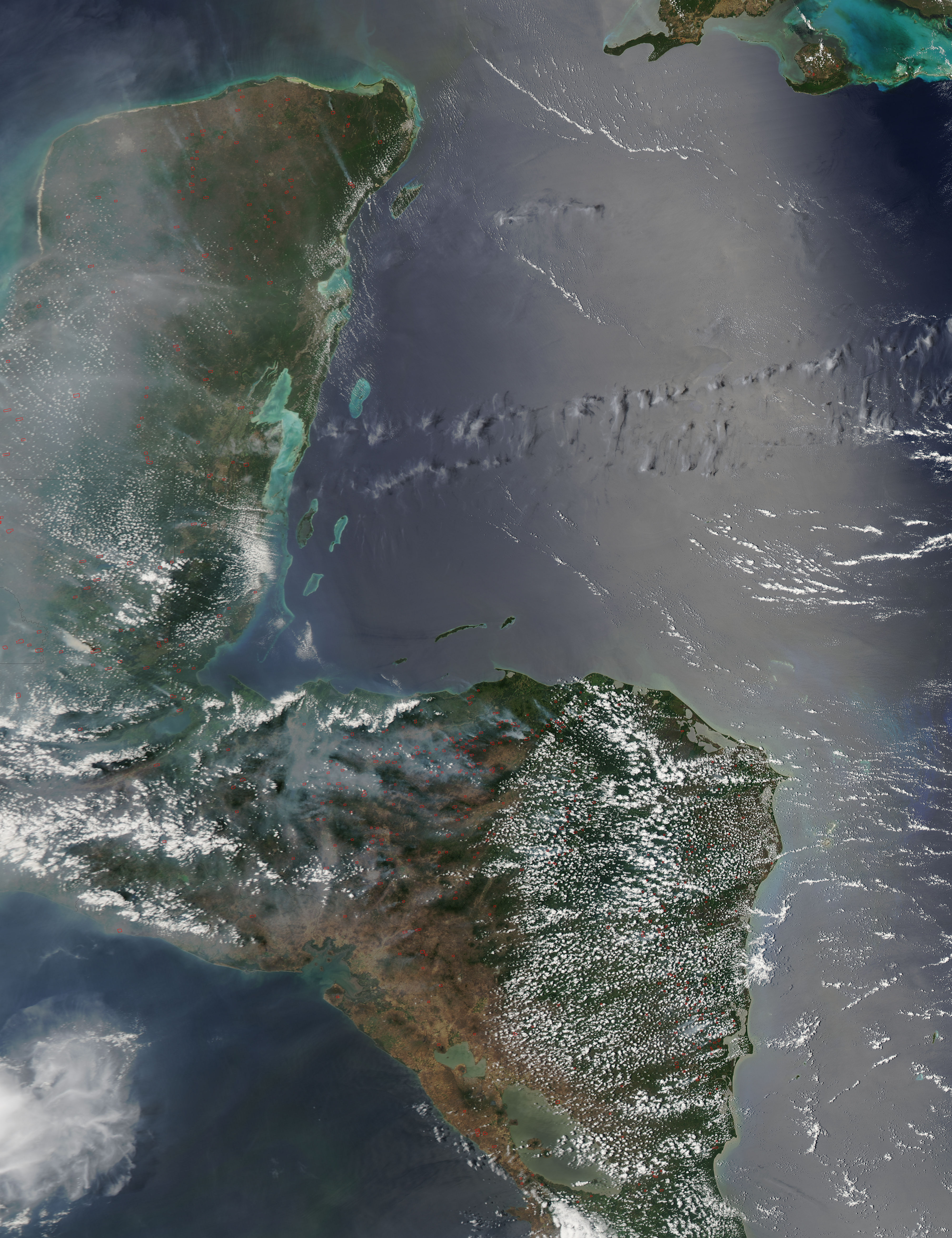
Imagem tomada do satélite Aqua da NASA mostra uma perspetiva desde o espaço dos incêndios florestais sobre a América Central

- Incêndios de sexta geração. Neste novo tipo de desastre, surgido como resultado da mudança climática, o fogo é tão potente que lança colunas de ar muito quente para a troposfera que, ao arrefecerem-se ali, colapsam-se sobre o solo, provocando muitos focos secundários.[7] Também se denominam incêndios de última geração.[8] A sua grande perigosidade intrínseca adiciona-se ao seu comportamento enganoso, pois tornam-se mais agressivos justamente quando as condições meteorológicas fazem pensar que vão perder virulência.[8]
- Os grandes incêndios florestais (GIF). Definem-se assim aqueles incêndios que superam os 500 hectares florestais afetados.[9] Caracterizam-se por um comportamento que fica fora da capacidade do sistema de extinção, quer seja pelas elevadas extensões de chama, pelas altas velocidades de propagação ou pela presença de atividade de fogo de copas. Estes incêndios não são muito frequentes mas são o problema real, já que calcinam enormes superfícies em poucas horas ou dias. Em Portugal são GIF menos de 0,20% dos incêndios florestais declarados, mas em termos de superfície queimada representam cerca de 40% num ano típico.[9]
- Incêndios normais. Aqueles com uma extensão entre 1 ha e 500 ha. Em Portugal pertencem a este tipo cerca de 35% dos incêndios declarados.
- Incipientes. Os que não superam 1 hectare de superfície queimada. Em Portugal representam quase 65% do total. Quanto maior é a percentagem de incêndios que se ficam incipientes, maior efetividade se supõe nos sistemas de extinção.[10]

### Segundo o elemento que rege o incêndio[11]
Combustível, gás, topográfico, conduzido por vento e combustível.

## Prevenção
A prevenção do fogo baseia-se, por um lado, em tentar evitar que se provoquem incêndios florestais, e por outro lado em criar condições que minimizem as suas consequências uma vez declarados. Nesse sentido, podemos falar dos seguintes tipos de medidas:
- A consciencialização social, com a finalidade de educar a população num uso racional do fogo, evitando situações de risco. Podem-se realizar mediante campanhas informativas[14] e multas coercivas;
- O cuidado e planificação das massas florestais e dos bosques, mediante a realização de aceiros e uma planificada e extensa rede de caminhos florestais e depósitos de água;
- A limpeza periódica dos bosques mediante os oportunos trabalhos silvícolas, assim como os trabalhos de desmatamento;
- Incentivar um melhor aproveitamento económico das florestas (como por exemplo a biomassa), mediante a observação de que a floresta não arde onde é rentável, por ter gente que a cuide por interesse próprio;[15][16]
- A introdução em franjas delimitadoras de espécies com um baixo poder combustível;
- A realização de queimas preventivas (queima prescrita) durante períodos de baixo risco de incêndio;
- A adoção de medidas legislativas orientadas para prevenir que existam pessoas ou colectivos que possam sacar benefício dos incêndios;
- Reforçar a perseguição policial e judicial dos incendiários para evitar que possam ficar impunes, assim como a vigilância daqueles que após cumprir condenação voltam a ficar em liberdade;
- Oferecer recompensas que incentivem qualquer pessoa que conheça o responsável por um incêndio a dar o passo de denunciá-lo;[17][18]
- Reforçar os meios de vigilância das florestas (patrulhas, postos fixos de observação, câmaras, aviões, satélites...) em períodos de alto risco de incêndio.[19][20][21] Recentemente começou-se também a usar drones (aviões não tripulados) de vigilância, com efeito dissuasor.[22]

## Extinção

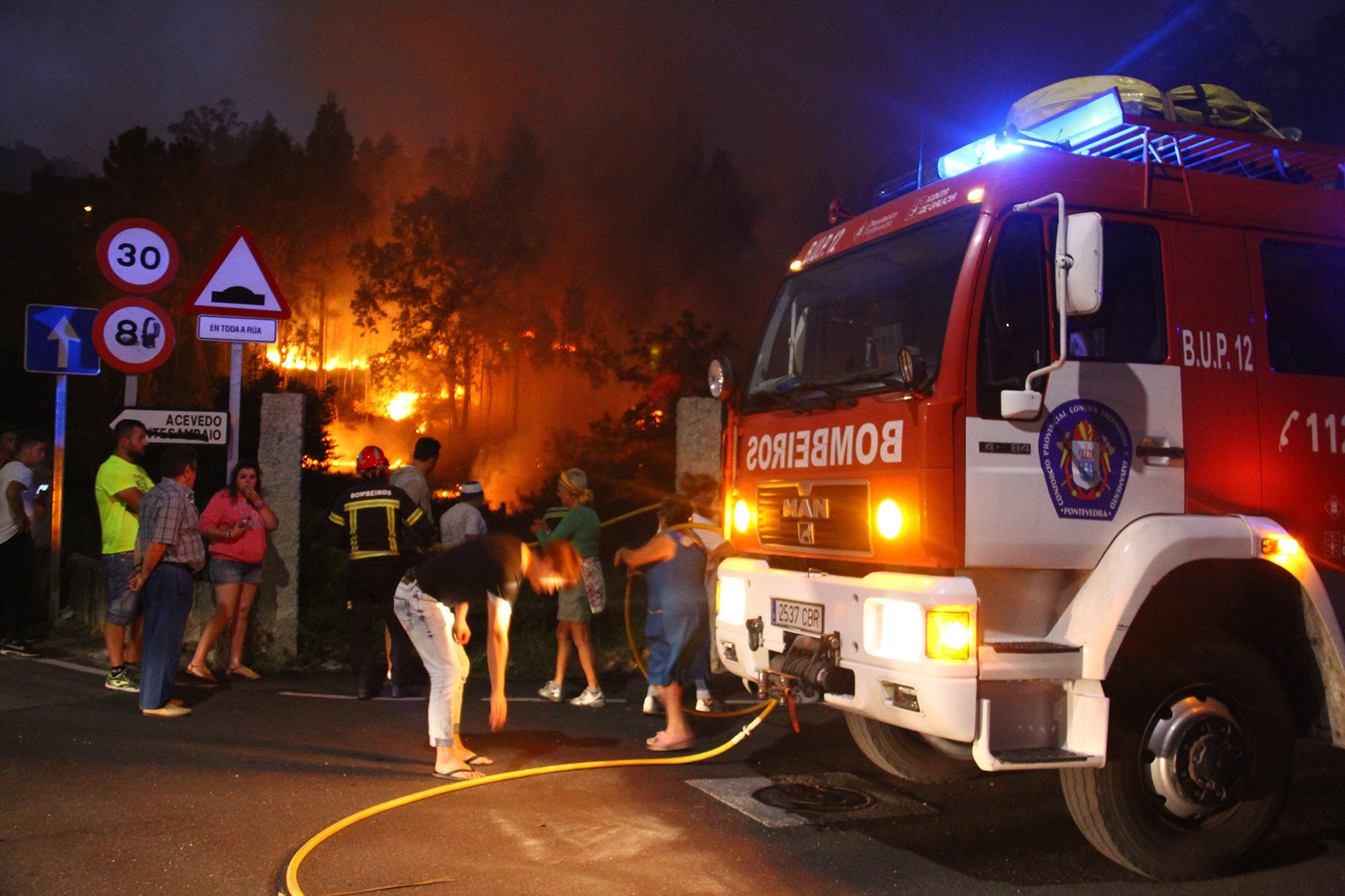
Camião cisterna dos bombeiros em tarefas de extinção

A extinção do fogo florestal compreende uma variedade de técnicas, equipamentos e formação que diferem das utilizadas nos incêndios urbanos ou de construções. Em zonas sem recursos ou do terceiro mundo as técnicas utilizadas podem ser tão simples como lançar areia, golpear o fogo com ramos ou lançando baldes de água. Nas zonas desenvolvidas, a defesa contra incêndios florestais experimentou uma contínua tecnificação. As brigadas anti-incêndios, convenientemente treinadas e equipadas, trabalham em conjunção com as equipas aéreas de extinção para apagar chamas, habilitar aceiros e proteger recursos naturais e humanos.
A grande maioria dos incêndios são apagados antes de ficarem fora de controlo, mas alguns deles, declarados em condições climáticas extremas, podem ser difíceis de extinguir sem uma alteração nas condições atmosféricas.

### Técnicas

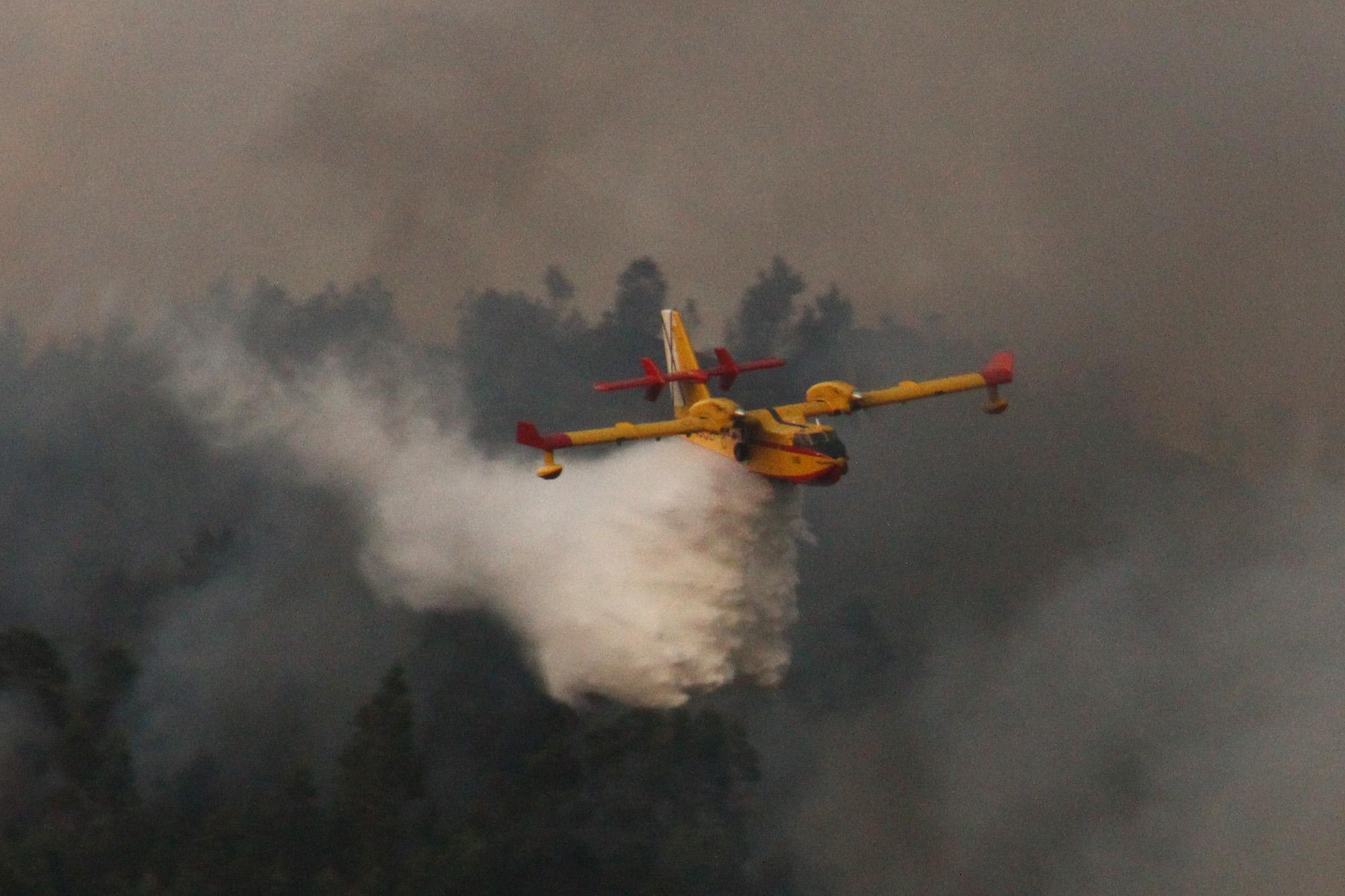
Hidroavião lançando a sua carga

O ataque ao fogo pode ser direto ou indireto. O ataque direto é o que aplica qualquer tratamento diretamente sobre o material em combustão, como é molhá-lo, asfixiá-lo, ou apaziguá-lo quimicamente, ou separando fisicamente o combustível que está ardendo do que ainda não. Nisto joga um papel fundamental o uso de camiões cisterna e hidroaviões, com os quais se aplica água ou (em inglês) ao fogo. Pela sua parte, o ataque indireto é o que prepara táticas de extinção a uma certa distância do fogo que se aproxima. Redução de combustível, aceiros de contingência, contrafogos e o empapado de combustíveis ainda não queimados são alguns exemplos.

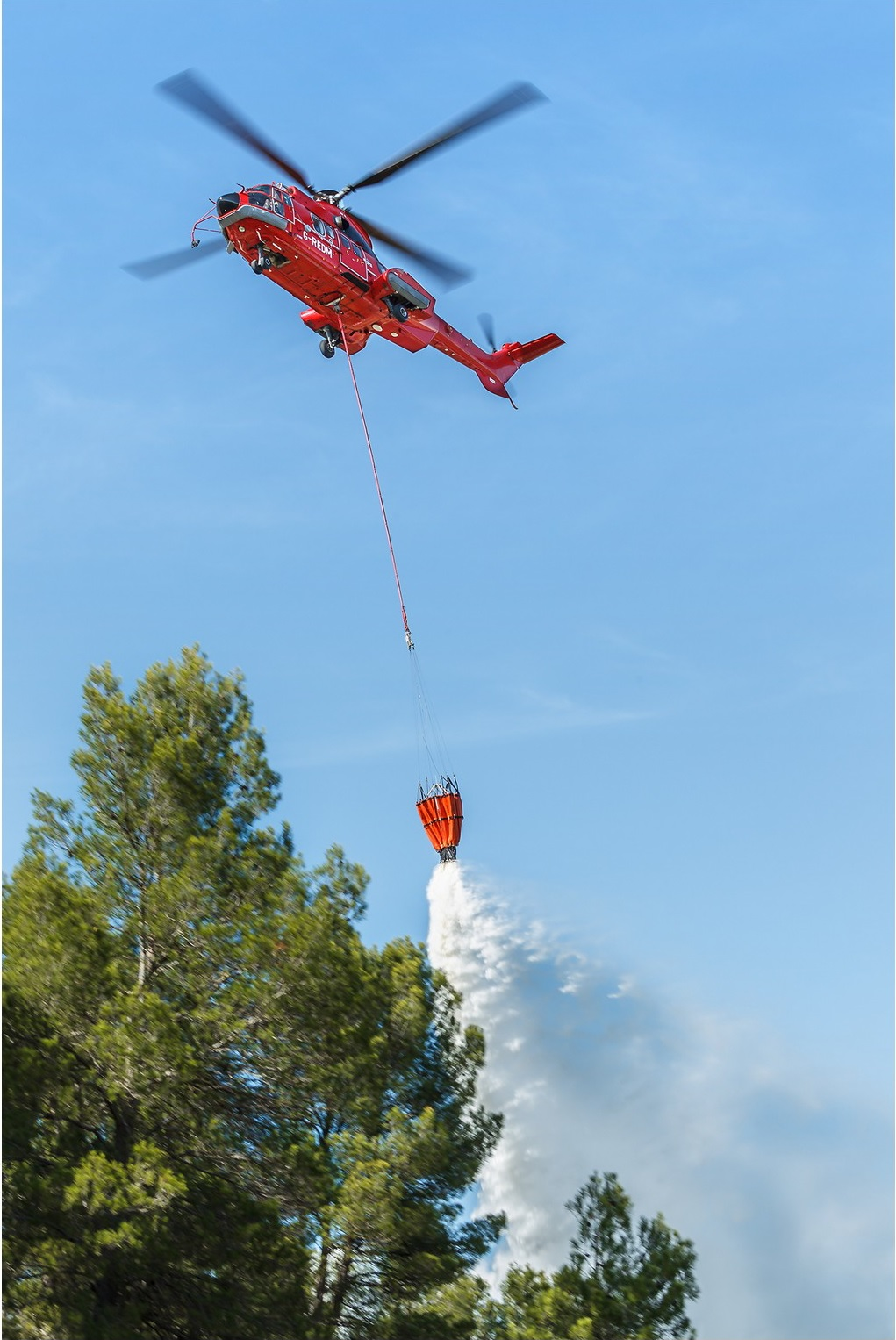
Helicóptero Super Puma, realizando descargas de água com balde Bambi

### Riscos
Apagar incêndios florestais é uma atividade que pode pôr em risco a vida. A frente de um fogo pode mudar de direção inesperadamente e superar barreiras naturais ou artificiais. O intenso calor e fumo podem causar desorientação e perda da perceção da direção do fogo. Só em Espanha, mais de 120 pessoas faleceram no período 1990-2010 participando em tarefas de extinção de incêndios florestais.

### Tempos
A rapidez com a qual se deteta e se acode a extinguir um incêndio florestal é determinante para a minimização dos danos. Segundo dados do Governo de Espanha, neste país demora-se em média 20 minutos em deslocar meios terrestres para o lugar do fogo desde o momento em que se deteta, 64 minutos em controlá-lo, e 120 minutos em extingui-lo. Falta dizer que os tempos de controlo e extinção podem variar muito de uns incêndios para outros, trata-se de uns valores aproximados. Também existem variações importantes entre as distintas regiões devido às diferenças no tipo de terreno, acesso, vegetação, etc.

## Consequências

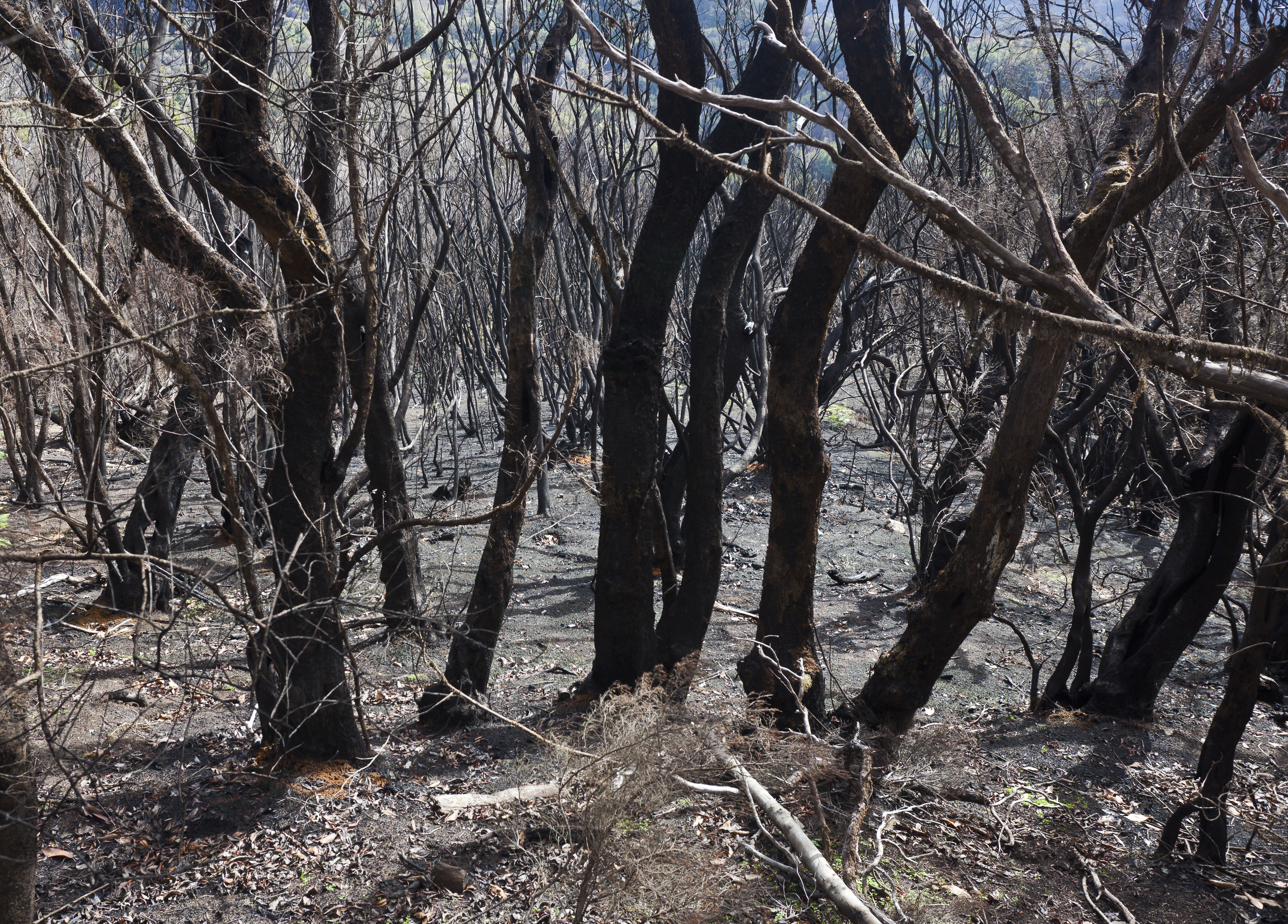
Área queimada por um incêndio florestal no Bosque Encantado, Parque nacional de Garajonay, La Gomera, Espanha

Os incêndios florestais naturais ocorreram desde sempre como um elemento normal no funcionamento dos ecossistemas. O fogo permitiu a regeneração de diversos ecossistemas e a produção de uma série de habitats nos quais os distintos organismos podem prosperar. Não obstante, a enorme proliferação dos incêndios por causa da atividade humana nestas últimas décadas ultrapassa a capacidade de recuperação natural.
Entre as diversas formas de impacto que produzem os incêndios florestais podem-se destacar as seguintes:
- Erosão do solo por desaparecer a capa vegetal. Esta desproteção do solo frente à elevada erosividade das chuvas provoca grandes perdas de solo e nutrientes, mas não é apenas este o efeito sobre o sistema edáfico. As altas temperaturas modificam a composição biológica e química do solo;
- Morte ou danos físicos a uma parte da população animal da zona, especialmente a que tenha menos mobilidade (invertebrados, crias de aves ou mamíferos, etc.), por queimaduras ou intoxicação respiratória;
- Em algumas ocasiões, morte ou danos físicos às pessoas que intervêm na extinção dos incêndios ou que fiquem presas por ele;
- Ocasionalmente, prejuízos à saúde das populações humanas próximas;[27]
- Destruição de bens e infraestruturas (casas, armazéns, postes de eletricidade e comunicações, etc.);
- Corte temporário de vias de comunicação;
- Prejuízos económicos pela perda de madeira e produtos alimentícios, assim como os custos dos trabalhos de regeneração das zonas afetadas;
- Alterações, por vezes de forma irreversível, do equilíbrio do meio natural;
- Contaminação dos rios que recebem as águas da chuva que atravessam a zona queimada arrastando partículas e cinzas em suspensão;
- Impacto sobre a paisagem.

## Ecologia do fogo
A piroecologia ou ecologia do fogo ocupa-se dos processos que ligam a incidência natural do fogo num ecossistema e os efeitos ecológicos do dito fogo. Muitos ecossistemas, em particular a pradaria, a savana, o chaparral e os bosques de coníferas, evoluíram com o fogo como um elemento necessário para a vitalidade e a renovação do habitat. Muitas plantas germinam muito bem após incêndios e outras brotam (reprodução assexual) de modo eficaz. O pinheiro canário é um bom exemplo como se pode ver na Unidade Operativa de Fogos Florestais da Ilha da Grã Canária. Diversos autores relacionaram os conceitos de piroecologia e biodiversidade. Não é novo o considerar que existe um papel do fogo nos nossos ecossistemas. Há um desenvolvimento teórico e aplicado muito importante e podem-se citar muitos trabalhos. Menção especial merecem autores australianos.

## História
Registros fossilizados de carvão vegetal indicam que incêndios em vegetação existem desde a aparição de plantas terrestres há 420 milhões de anos. Sua ocorrência ao longo da história dos seres vivos terrestres sugere que o fogo teve um efeito evolutivo importante na flora e na fauna de muitos ecossistemas. A superfície terrestre é intrinsecamente inflamável devido à sua cobertura de vegetação rica em carbono, ao clima estacional (com período seco anual) em certas regiões, ao oxigênio atmosférico, aos raios (descargas atmosféricas) e à atividade vulcânica.

## Propriedades físicas
Em alguns contextos, a expressão é sinônimo de "queima" ou "queimada", embora tais termos também sejam usados para incêndios induzidos com fins agrícolas, de silvicultura, ou de manejo de áreas naturais. Nestes casos, o incêndio também é chamado de "queimada controlada".
Incêndios de vegetação podem ser caracterizados em termos de causa da ignição, de suas propriedades físicas, do material combustível presente, e do efeito das condições atmosféricas no fogo. Tais incêndios podem causar danos a propriedades e à vida humana, mas podem ter efeitos benéficos para a vegetação nativa, animais e ecossistemas que evoluíram com o fogo. Muitas espécies de plantas dependem dos efeitos do fogo para seu crescimento e reprodução. Entretanto, o incêndio em ambientes nos quais o fogo é naturalmente incomum, ou onde a vegetação exótica se tornou invasora pode ter efeitos ambientais negativos.

### Riscos e exposição
A propósito, existem espécies e vegetações adaptadas não exatamente ao fogo, mas sim a regimes de fogo. Em alguns casos, a maior ou menor frequência natural do fogo determina a ocorrência de um determinado tipo de vegetação. Por exemplo, no Cerrado da América do Sul, frequências maiores do fogo promovem a ocorrência de vegetações campestres (campos limpos) ou savânicas (como o cerrado sensu stricto), com suas plantas herbáceas, ao invés das vegetações florestais (cerradão), com suas plantas lenhosas.
Logo, alterações no regime natural de fogo (sejam pela sua indução em frequência e intensidade muito altas, ou pela sua supressão completa), podem ter efeitos negativos, mesmo em ambientes adaptados ao fogo. No caso da gestão de áreas naturais adaptadas ao fogo, alguns autores defendem a promoção de uma "pirodiversidade", isto é, o manejo de áreas em mosaico com diferentes regimes de fogo controlado (mas não muito frequentes, nem ausentes), de modo a favorecer a ocorrência e preservação de espécies adaptadas a diferentes regimes, hoje em dia mediante os planos de emergências para incêndios florestais.[carece de fontes?]

## Defesa contra incêndios
A defesa contra incêndios florestais experimentou uma contínua tecnificação. Não obstante, não evita a existência de Grandes Incêndios Florestais (GIF). Os GIFs são fogos que mostram de maneira sustentada um comportamento que escapa à capacidade do sistema de extinção, nos quais o seu rápido crescimento exige habilidade na análise do incêndio e a identificação de oportunidades de ataque ao mesmo, e um conhecimento prévio do padrão de propagação que permita definir uma eficaz estratégia de ataque.

### Logística florestal
A logística florestal dá resposta a este flagelo ao planificar o espaço florestal, mediante projetos florestais. Estes projetos consideram, inicialmente, os locais mais propícios à ocorrência de incêndios e, posteriormente, procuram evitá-los.[carece de fontes?]

## Incêndios florestais no mundo

### Brasil
No Brasil os incêndios florestais, muitas vezes, são confundido com as queimadas controladas, que se trata de uma prática agropecuária ou florestal onde o fogo é utilizado de forma racional e circunscrita, atuando como um fator de produção ou no manejo de combustível seco (vegetação) para evitar a propagação de incêndios florestais, mesmo sendo uma prática proibida pela lei brasileira (Lei 4 771, de 15 de setembro de 1965, artigo 27: "É proibido o uso de fogo nas florestas e demais formas de vegetação.").[carece de fontes?]
Total de queimadas na Amazônia em menos de 9 meses de 2022 supera o acumulado do ano passado.
Foram 76.587 focos de incêndio na região neste ano. No ano passado inteiro, foram 75 090, de acordo com dados do Instituto Nacional de Pesquisas Espaciais (Inpe).

### Portugal
Os incêndios rurais são das catástrofes naturais mais graves em Portugal, não só pela elevada frequência com que ocorrem e extensão que alcançam, como pelos efeitos destrutivos que causam. Para além dos prejuízos económicos e ambientais, podem constituir uma fonte de perigo para as populações e bens.